# Fred Rister
Fred Rister, de son vrai nom Frédéric Riesterer, est un producteur, compositeur et remixeur français, né le 19 juin 1961 à Malo-les-Bains (Nord) et mort d'un cancer le 20 août 2019 à Tourcoing.
Au début de sa carrière et durant une décennie environ, Fred Rister était à la fois coiffeur, DJ, animateur radio. Sur les dernières années, il est notamment connu pour avoir coproduit et composé de nombreux titres à succès de David Guetta depuis les années 2000.

## Biographie

### Formation et premières discothèques
Frédéric Riesterer est né en 1961. Sa mère est vendeuse de cravates aux Nouvelles Galeries ; son père travaille comme chimiste chez BP et est également joueur professionnel de football ; il a une sœur aînée. Ils vivent à Saint-Pol-sur-Mer avec la grand-mère, personne influente au sein de la famille. À sept ans, il a une révélation à l'écoute du tube A Whiter Shade of Pale de Procol Harum et, malgré son jeune âge, est déterminé à vivre de la musique. Il obtient son premier orgue électronique de marque Antonelli. Dès l'adolescence, il découvre les disquaires et importateurs de sa région, qui lui permettent d'accéder aux nouveautés anglaises ou américaines et affirme vouloir pratiquer « un métier dans la musique ».
Au moment de l'orientation scolaire, l'école de musique lui est interdite car trop coûteuse ; il décide de devenir coiffeur par hasard et par dépit,, mais au grand soulagement de sa famille. Il entame un apprentissage mais reste peu doué. Il passe son CAP à dix-sept ans. Vers la même époque, son père l'informe d'un concours local de disc-jockey dont il finit premier lors de la finale au casino de Malo-les-Bains. Diplôme en poche, il se voit récompensé d'un contrat pour exercer temporairement de l'autre côté de la frontière, au Cupidon, discothèque de La Panne en Belgique. Les soirées « disco » qu'il organise dans ce lieu sont un succès local et il est débauché par le Galaxy, la discothèque voisine.

### Radios libres: de Radio Corsaire à Maxximum
Peu de temps après, au commencement des radios libres, Radio Corsaire, financée par la mairie de Dunkerque, est à la recherche d'animateurs. il envoie une démo et est retenu, avec son ami d'enfance Patrice Swyngedauw : « J'ai répondu à une petite annonce et j'y suis entré, comme bénévole. J'animais le 17 h - 19 h, avec un hit-parade. J'allais acheter des nouveautés et les auditeurs faisaient leur sélection. J'y ai rencontré des gens extraordinaires (…) ! Que des passionnés, il y avait de la magie dans cette radio. » Sur Radio Corsaire il opte pour le nom de scène Fred Rister. Il exerce alors, jusqu'à ce que le Galaxy brûle, trois activités simultanées : la coiffure, la discothèque, la radio. Il décide, à la suite de l'incendie, de partir pour Aix-en Provence où il reproduit le même schéma, ouvrant son propre salon de coiffure, trouvant un travail de DJ et d'animateur sur la radio locale ; il y reste environ un an puis repart dans le Nord, travaillant la semaine comme coiffeur à Anvers. Mais la musique lui manque et il revient au milieu des années 1980 vivre à Malo-les-Bains comme directeur technique d'un salon de coiffure et DJ résident au New Tone Club à Bergues. C'est à cette époque que la première alerte médicale apparaît : les médecins lui diagnostiquent une tumeur au côlon et il se fait opérer, puis expérimente l'immunothérapie.
Avec Patrice Swyngedauw, il fonde le groupe Interdit et commence à écrire des chansons et à composer ; le duo est porté par le morceau Tu veux de l'amour, c'est de la mélancolie. Signé par le label Scorpio, le second titre du groupe reste un échec.
Profitant de la vague new beat, originaire de la Belgique, alors dans la tendance, il postule, en prenant soin de conserver son accent du Nord, à Aventure FM, une radio parisienne en pleine reconversion, rebaptisée MAXXIMUM, « la radio dance de RTL ». Il y fait la connaissance de Joachim Garraud, alors à la production musicale. Il abandonne son métier de coiffeur : « En peu de temps, j’occupai une place importante dans la grille. (…) La radio fut très vite diffusée sur quatre-vingt fréquences. (…) Les week-ends, je repartais dans le Nord pour aller fouiner chez les premiers disquaires exclusivement house ou techno de l’époque. (…) Nous leur ressemblions beaucoup, à ces auditeurs : la musique électronique occupait nos vies (…) Cette petite bande d’une vingtaine de personnes avait suffi à rassembler des centaines de milliers d’autres, des millions parfois, autour de leur passion. »
Il travaille pendant toute cette période dans les radios locales : 5/5 à Aix-en-Provence, Wit FM à Bordeaux, Vitamine à Dunkerque, avant d'être animateur sur Maxximum, à Paris, de 1989 à 1992 (dont il ouvrira et fermera l'antenne), puis NRJ.

### Production musicale: de la «Dance» à l'«EPM» (Electro Pop Music)
Au début des années 1990, il démarre un nouveau projet avec le producteur Jean-Patrick Allouche, l'arrangeur Bruno Sanchoni (membre des groupes BBE et Age of Love) et la chanteuse franco-gabonaise Abyale (en). En 1991, il produit le titre I Wanna be Your Lover Too signé sous le label Dance Pool records appartenant à Sony et qui reste dans les charts français pendant plus de trente-quatre semaines dont quatre passées en première position. Ce titre sera commercialisé dans plusieurs pays européens dont l'Allemagne, l'Espagne et l'Italie. Fred Rister poursuit sa collaboration avec Abyale et Bruno Sanchoni en produisant les titres I don't talk about L.O.V.E, The Snooker et A kiss from Paris, suivi de l'album NightBuzz en 1993. Entre 1997 et 2000, il sort plusieurs morceaux sous le nom de scène de Mory Klein et crée le groupe Ixxel avec Ramdane Fraouti, Patrice Swingedauw et le belge Giacomo Aru alias Jacky Core ancien DJ résident du Complexe Cap'tain tout près de la ville de Tournai. Le single Alleeez! rencontre un petit succès en France à l'été 1997, et figure 35e au top 50. Un album d'Ixxel intitulé Let's Go! (L'Alboom!) sort un peu plus tard. En 1998, le single Drop That Beat devient même un classique dans plusieurs pays européens.
Au début des années 2000, alors qu'il est DJ résident au Complexe Cap'tain en Belgique depuis 1995, il quitte son emploi et traverse une période à vide musicalement. Joachim Garraud, qui vient de terminer la production de l'album Just a Little More Love, le contacte pour remixer le titre Love Don't Let Me Go,. Quelque temps plus tard, voulant rencontrer David Guetta de passage pour mixer à Lille, il fait la connaissance de sa future femme, Isabel. Durant pratiquement deux ans, il va travailler pour sa compagne, qui officie sous le pseudo de Anaklein. Il ne participe donc pas à l'album Guetta Blaster malgré la proposition qui lui est faite. Mais durant cette période de production et dix-neuf ans après la première alerte, Fred Rister est de nouveau opéré d'un cancer du côlon doublé d'une occlusion intestinale ; affaibli par la maladie, il travaille au ralenti. Après avoir signé sa femme et lui chez 3E Média, le label est mis en liquidation judiciaire au cours du processus de production, compliquant singulièrement leur situation financière : « plus une thune » écrit-il. Mais les deux premiers singles d'Anaklein, Emotion et I've Got A Music, arrivent no 1 des clubs. À la suite du succès de ces deux titres, l'album Darkside sort dans les bacs en 2005. Financièrement, la situation familiale ne s'est pas améliorée ; c'est à ce moment que Joachim Garraud, fidèle, le rappelle pour participer au troisième album de David Guetta. Il compose la base de Love Is Gone, single qui atteindra de bonnes ventes en France et même une petite percée aux États-Unis et ainsi le renflouera. À cette époque, mi-2007, il n'a jamais rencontré David Guetta, tout le travail de production se réalisant à distance. Quelque temps plus tard, le DJ français lui propose de l'intégrer dans son équipe de production, avec à la clef un contrat d'une relative exclusivité. Ils travaillent tous deux en studio, pour la première fois, sur le second extrait de l'album Baby When the Light.
L'année suivante, il remixe le titre Cherchez le Garçon de Quentin Mosimann. Ce dernier choisit son remix pour la sortie vidéo officielle de son single ; le titre atteint la 1re place du Top50 en 2008. À l'aube de l'été 2009, tout va pour le mieux : les sorties des albums One Love et The END sont prévues et il termine l'album de Guetta à Los Angeles, son premier voyage aux États-Unis. Fred Rister et David Guetta sont à l'origine du tube I Gotta Feeling, dans The End, sur lequel les Black Eyed Peas ont participé et posé leur voix. Ce titre va devenir le plus gros succès du groupe. Il reste 14 semaines numéro 1 des ventes aux États-Unis dans le Billboard et entre dans le livre des records. Mais, une fois de plus, la maladie le rattrape et un cancer au rein lui est diagnostiqué ; il est opéré dans la foulée.
Fred Rister revient donc sur le devant de la scène grâce à ses collaborations sur plusieurs titres de David Guetta qui deviendront des tubes internationaux, comme When Love Takes Over, Sexy Bitch, Memories, ou encore Gettin' Over You, la chanson en featuring avec Chris Willis, Fergie et LMFAO. Au total, il collabore sur huit titres de l'album One Love et sur deux titres de l'album des Black Eyed Peas. Une grande complicité s'est établie entre les deux DJ et Frédérick Rapilly écrit que Fred Rister, à ce moment-là, « a pris la place de Joachim ».

### Le livre«Faire danser les gens»(2018)
En mars 2018, il annonce la sortie d'un nouveau single, I Want a Miracle, réalisé en collaboration avec les chanteurs Chris Willis et Sam Martin. Il révèle à cette occasion souffrir d'un cancer, son neuvième en trente ans ; il déclare l'arrêt de son traitement, sa maladie ayant atteint un stade irréversible. Les bénéfices de ce morceau seront reversés à une association qui lutte contre cette maladie,,,. Son livre Faire danser les gens paraît en octobre 2018. Frédéric Beigbeder, dans Le Figaro (article titré « Peut-on être DJ et écrivain ? ») : « Je l'avoue : la question posée en titre me touche de près. Longtemps je me suis couché à pas d'heure. « Faire danser les gens » est mon hobby depuis 1984. C'est dire si le livre de Frédéric Riesterer, dit Fred Rister, est crucial à mes yeux. Nous avons enfin un témoignage de première main sur le métier de disc-jockey. Cette étrange activité consiste à faire remuer des inconnus en montant et baissant le son de musiques variées. Mais elle provoque aussi de nombreux dégâts. Fred Rister a attrapé neuf cancers et ne parle jamais de drogue : cela signifie que c'est la musique, et elle seule, qui a dû siphonner toute son énergie vitale. Il est le co-compositeur des plus grands succès de David Guetta: Love is Gone, When Love Takes Over, I Gotta Feeling (pour les Black Eyed Peas : 20 millions de singles vendus dans le monde), Memories, I Can Only Imagine et Without You. Son récit dévoile de nombreux secrets de cette aventure bicéphale qui a créé un nouveau genre : l'EPM (Electro Pop Music) ». Les obsèques de Fred Rister ont lieu en l'église Saint-Eloi, à Dunkerque, le 28 août 2019, en présence de David Guetta, Alain Chamfort, Marc Lavoine. David Guetta lui rend hommage sur son compte Instagram : « J’ai partagé avec Fred Rister quelques-uns des moments les plus importants et les plus beaux de ma vie : produire des disques ensemble comme I Gotta A Feeling qui est resté 16 semaines numéro un en Amérique, Memories ou When love takes over. Ces disques ont changé la culture de la dance music mais aussi de la musique pop. Je me souviens de chaque seconde, du choix des accords ensemble au travail sur des sons de batterie pendant des heures, apprenant ensemble et l’un de l’autre. Je me sens très seul en ce moment en train de pleurer dans mon lit, mais je suppose que c’est mieux ainsi car son cancer le faisait beaucoup souffrir. Repose en paix mon ami. Je vais continuer à jouer notre musique et je penserai à toi à chaque fois. Nous avons vécu nos rêves et bien au-delà et je suis reconnaissant pour toujours. »

## Récompenses
Lorsque le titre When Love Takes Over atteint la 1re place des charts au Royaume-Uni au mois d'août, Fred Rister reçoit les félicitations de la Sacem (société de gestion de droits d'auteur) avec David Guetta car cela faisait 10 ans qu'un Français n'avait réussi à se placer en tête des charts. Le 14 décembre 2009, il reçoit le Grand Prix du répertoire Sacem à l’étranger au théâtre du Rond-Point à Paris aux côtés de David Guetta. Les deux Français ont été récompensés pour leur travail d’auteur, de compositeur et d’éditeur de musique internationale qu’ils ont effectué tout au long de l'année 2009.
Le 30 janvier 2010, David Guetta et Fred Rister reçoivent le prix au Grammy Awards de la Meilleure chanson dance de l'année pour When Love Takes Over à Los Angeles. « David est monté seul sur scène où il m'a remercié. Puis il s'est jeté dans mes bras pour me dire « Merci mon Fred ».

## Hommage
Le 21 novembre 2019, Joachim Garraud, Fabrice Revault, Hervé "Cocto" Laubeuf, Pat Angeli et Éric Madelon, ses amis et complices d'alors sur radio Maxximum, organisent une soirée anniversaire sur les 30 ans de la défunte radio, au Rex Club à Paris en partenariat avec Radio FG et nommée Back in the nineties, dont les profits sont versés à l’association A.R.Tu.R (Association pour la Recherche sur les Tumeurs et les cancers du Rein) et liée au décès de Fred Rister, quelques mois auparavant, d'un cancer.

## Documentaire
Réalisateur : Frank Dalmat - L'homme qui a fait danser le monde, 2019,  - coproduction France 3 Hauts de France, Lucien TV, Morgane Production, Pictanovo avec le soutien de l’Action Culturelle de la SACEM et du CNC, en partenariat avec la Ville de Dunkerque et France 3